# Henri II d'Augsbourg
Henri II (mort le 3 septembre 1063) est le 27e évêque d'Augsbourg de 1047 à sa mort.

## Biographie
On ignore l'ascendance de Henri II, il est souabe de naissance.
Son parcours est donc typique du Reichskirchensystem. Avant son mandat épiscopal, Henri II était membre de la chapelle de la cour de l'empereur Henri III et de 1046 à 1047 chef de la chancellerie italienne, où il est à l'origine des traités régissant le royaume d'Italie.
Il devient ensuite évêque d'Augsbourg, agrandit la cathédrale d'Augsbourg et le palais épiscopal : en 1060, il fait reconstruire la nef et couler deux portes en bronze (probablement à Augsbourg) pour les deux entrées orientales (encore conservées une fois assemblées en une seule porte). Il se crée des ennemis grâce à son attitude impérieuse. Vers 1060, il impose un abbé étranger aux abbayes d'Ottobeuren et de Füssen. Entre 1061 et 1063, il retire les offrandes des pèlerins aux moines de l'abbaye Saint-Ulrich-et-Sainte-Afre d'Augsbourg et leur interdit à cet effet d'utiliser les deux chœurs de l'église ; ce n’est qu’après trois demandes du pape Alexandre II qu'il cède. Il s'approprie le chapitre de la cathédrale de sa propre initiative.
Il joue un rôle marquant sous la tutelle de l'impératrice Agnès. Comme le rapportent les sources unanimement, elle lui témoigne la plus grande faveur, à tel point que même les détracteurs interprètent leur relation négativement. L'impératrice vient à Augsbourg à plusieurs reprises et les documents montrent Henri souvent dans son entourage ; elle règle un grave différend dans lequel il s'était engagé avec les comtes bavarois voisins. Après la mort de l'empereur en 1056 puis le coup d'État de Kaiserswerth contre Agnès en 1062, il n'a plus d'influence et est méprisé par les partisans du nouvel empereur.